# Taraxacum karelicum
Taraxacum karelicum là một loài thực vật có hoa trong họ Cúc. Loài này được H.Lindb. & Marklund miêu tả khoa học đầu tiên năm 1911.